# André Luciano da Silva
André Luciano da Silva, noto come Pinga (Fortaleza, 27 aprile 1981), è un ex calciatore brasiliano, di ruolo centrocampista.

## Caratteristiche tecniche
Era centrocampista offensivo mancino e tecnicamente dotato, che prediligeva agire alle spalle di due attaccanti. Si distingueva per l'abilità nei passaggi, l'estro ed il tiro potente e preciso che gli consentiva di trovare il gol sia su azione che da calcio piazzato. Non disdegnava di dar manforte anche in copertura e possedeva una buona tenuta atletica.
Il soprannome Pinga gli era stato dato in merito alla sua grande abilità nel dribbling che era ubriacante come questa bevanda brasiliana.

## Carriera

### Club

#### Inizi e arrivo in Italia
Cresciuto tra le file del Ceará, dopo un anno al Vitória e una buona stagione nel Clube Atlético Juventus viene acquistato dal Torino. Il 16 aprile 2000 effettua una delle sue migliori prestazioni e realizza due gol contro il Milan: prima con un colpo di testa, poi superando il difensore avversario con uno stop a seguire di petto e scavalcando il portiere con un pallonetto. Il suo cartellino resta legato alla squadra granata per ben 6 anni.
Il meglio lo dà nelle due stagioni in prestito al Siena, dove aiuta notevolmente la squadra toscana a raggiungere la promozione in Serie A.

#### Rientro al Torino
Nel 2003 torna al Torino che decide di puntare su di lui per centrare la promozione in Serie A; gioca con costanza ma il Torino non riesce nell'impresa e resta un altro anno nella serie cadetta. Nella stessa stagione si distingue per indossare sempre una bandana granata. Questa scelta, inizialmente mirata alla protezione delle ferite alla testa riportate nell'incidente stradale avvenuto l'estate precedente, diventa poi un tratto distintivo del giocatore, che lo caratterizzerà per l'intera annata. La bandana verrà successivamente abbandonata da Pinga per ragioni di scaramanzia, vista la non brillante stagione del suo Torino.
La stagione successiva disputa un grande campionato nel Torino, culminata con la promozione in serie A conquistata nei play-off contro il Perugia, risultando decisivo in parecchie occasioni.

#### Treviso
Il successivo fallimento del Torino lo costringe a cambiare squadra e viene acquistato a parametro zero dal Treviso allenato dal suo ex tecnico Ezio Rossi. È la grande occasione per poter giocare da titolare in Serie A, ma quella stagione si rivelerà un disastro, con il Treviso che termina il campionato ultimo in classifica con 3 sole vittorie in 38 gare. Il 5 marzo 2006, in occasione della gara fra Treviso e Reggina, è in forza alla formazione veneta. Cercando un contatto in area per procurarsi un calcio di rigore, si tuffa stendendo le gambe per cercare il corpo del portiere, ma scalcia involontariamente con violenza il viso dell'estremo difensore amaranto Nicola Pavarini. Il contatto causa a Pavarini la rottura del setto nasale e di diversi denti. L'episodio ha un certo risalto mediatico, e viene stigmatizzato il comportamento del brasiliano, simbolo del cattivo costume della simulazione in area. Anche questo, oltre alla disastrosa stagione del Treviso, porterà Pinga a lasciare l'Italia a fine campionato.

#### Ritorno in patria
L'anno successivo torna in Brasile nell'Internacional di Porto Alegre, dove ha il compito di sostituire i partenti Rafael Sóbis e Tinga; la stagione si conclude con 29 presenze e la vittoria della Copa Libertadores e del Mondiale per Club. Nel 2007 conquista anche la Recopa Sudamericana, siglando una rete in finale.

#### Medioriente
Nel 2007 si trasferisce in Qatar: inizialmente saltato un accordo con l'Al-Wakra, firma un contratto con l'Al-Gharafa.
Nel 2008 firma per l'Al-Wahda. Nel 2010 passa all'Al-Ahli, formazione capitanata da Fabio Cannavaro.

### Nazionale
Nel 2001 partecipa al Campionato Mondiale Under 20 con il Brasile. Le buone prestazioni gli valgono l'ammirazione di Luiz Felipe Scolari (allora allenatore della nazionale di calcio del Brasile) e si parla di lui come di un possibile erede calcistico del campione Rivaldo.

## Palmarès

### Club

#### Competizioni nazionali
- Serie B: 1

Siena: 2002-2003
- Qatar Stars League: 1

Al-Gharafa: 2007-2008

#### Competizioni internazionali
- Coppa Libertadores: 1

Internacional: 2006
- Coppa del mondo per club: 1

Internacional: 2006
- Recopa Sudamericana: 1

Internacional: 2007